# Larutia trifasciata
Larutia trifasciata — вид сцинкоподібних ящірок родини сцинкових (Scincidae). Ендемік Малайзії.

## Поширення і екологія
Larutia trifasciata мешкають в горах Тахан і Тітівангса на Малайському півострові. Вони живуть у вологих тропічних лісах, серед опалого листя і ґрунту. Зустрічаються на висоті понад 1000 м над рівнем моря.

## Збереження
МСОП класифікує стан збереження цього виду як близький до загрозливого. Larutia seribuatensis загрожує знищення природного середовища.